# Emanuel Pötting-Persing
Emanuel z Pötting-Persingu (25. října 1819, Budišov – 4. února 1898, Olomouc) byl český a rakouský šlechtic, mecenáš a římskokatolický duchovní.

## Rodina
Pocházel ze starého dolnorakouského šlechtického rodu Pöttingů z Persingu, který byl v roce 1662 povýšen císařem Leopoldem I. do hraběcího stavu. V roce 1652 získal tento rod právo zakupovat statky též v Čechách a na Moravě; od této doby se rod Pöttingů řadil k významným moravským šlechtickým rodům.
Rodiče Emanuela hraběte Pöttinga z Persingu byli Alois hrabě z Pötting-Persing, svobodný pán na Horním Falkensteinu a Velkokostelí, dědičný purkrabí z Lienzu v Tyrolích, a Hedvika, dcera rytíře Sylvia z rodu Hannekartů, c.k. generála a pevnostního velitele v Budíně. Rodina, z níž Emanuel pocházel, byla početná – čítala deset dětí; sedm synů a tři dcery. Emanuel se narodil jako deváté dítě.

## Život
Gymnaziální studia absolvoval Pötting v Brně, a to s výborným prospěchem. V roce 1837 byl poslán do Olomouce na dvouletý filozofický kurz. V r. 1839 vstoupil do biskupského teologického ústavu v Brně, kde byl v roce 1843 zdejším biskupem vysvěcen na kněze. Poté působil 25 let v různých duchovních hodnostech na moravském venkově: v rodném Budišově, v Komárově u Brna, v Kučerově u Vyškova, v Dolanech u Olomouce, ve Slavičíně u Luhačovic a celých 14 let ve Švábenicích u Vyškova. Svědomitým plněním svých povinností, dobročinností a obětavou podporou chudiny si hrabě Pötting získal důvěru, přízeň a úctu duchovenstva i farníků.

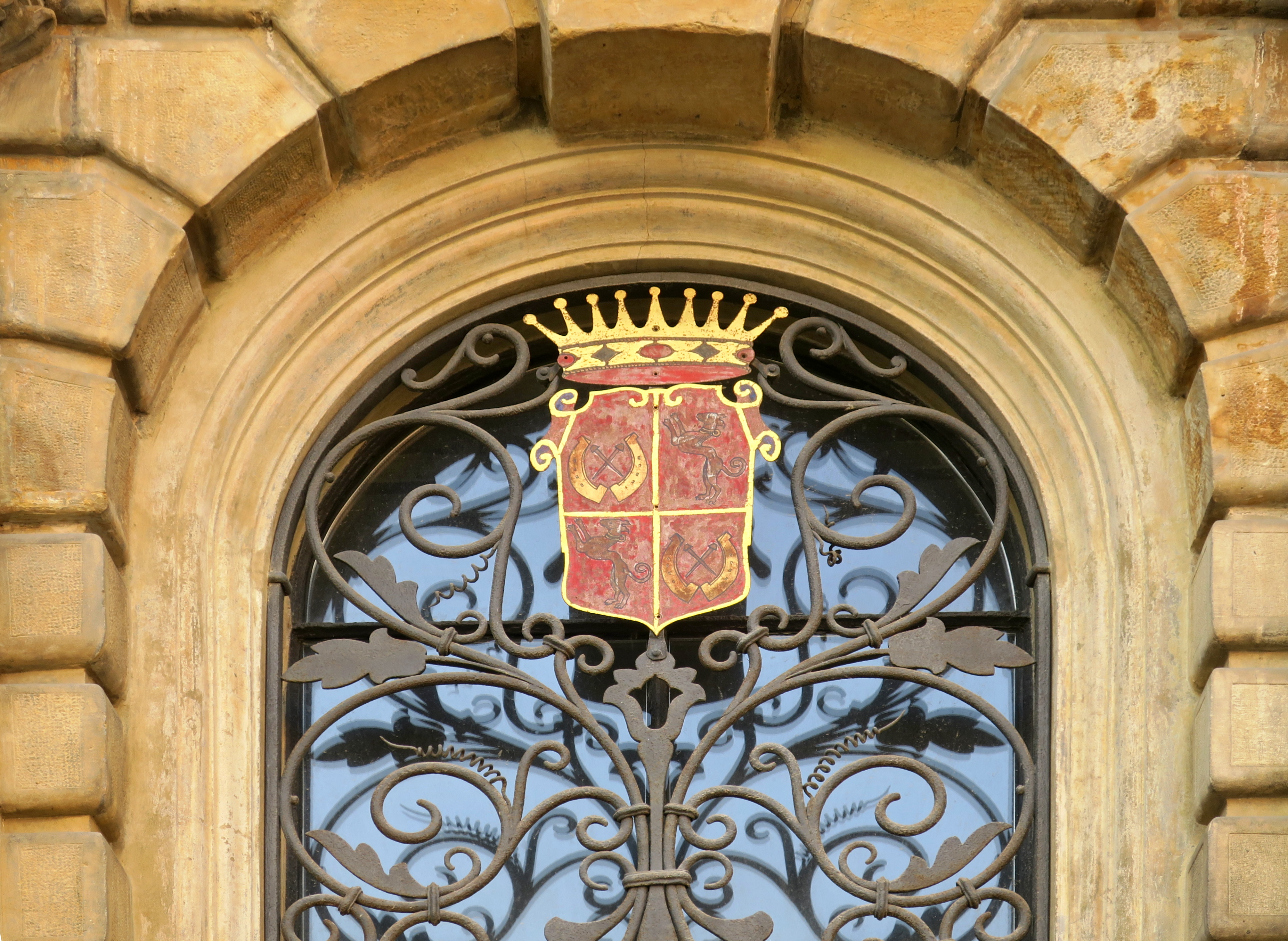
Znak hraběte Pöttinga na náhrobní kapli při kostele sv. Mořice v Olomouci

### V Olomouci
V roce 1844 byl hrabě Pötting zvolen olomouckou kapitulou nesídelním kanovníkem olomouckým. Po smrti olomouckého sídelního kanovníka barona Karla Weitersheima byl hrabě Pötting císařským rozhodnutím ze dne 6. února 1868 povolán do tohoto úřadu. Když v roce 1871 rezignoval tehdejší probošt u sv. Mořice Gustav hrabě z Belrupt-Tissacu, byl na jeho místo v říjnu téhož roku jednomyslně zvolen hrabě Pötting. Za jeho zdejšího působení značně pokročila obnova tohoto vzácného pozdně gotického chrámu. V únoru 1880 byl hrabě Pötting jmenován předsedou knížecí arcibiskupské konzistoře a generálním vikářem olomoucké arcidiecéze. Tuto funkci zastával do roku 1892. V září 1880 byl pak zvolen kapitulním proboštem, tj. jedním z dignitářů kapituly při dómu sv. Václava. V roce 1886 byl za své církevní zásluhy vyznamenán papežem titulem papežského preláta a apoštolského protonotáře.
V letech 1880–1890 též zastával úřad ředitele kapitulních statků.
Přestože byl hrabě Pötting německého původu, hlásil se k českému národnímu hnutí v Olomouci. Podle politických názorů by jej bylo možno zařadit k zastáncům austroslavismu; budoucnost českého národa viděl ve vyrovnání české a německé národnosti, zejména v jazykové rovině. O jeho českém národním cítění svědčí i úcta, kterou choval ke Karlu Havlíčku Borovskému, s nímž určitou dobu studoval a poté i bydlel v jednom domě v Německém Brodě. V domácnosti hraběte Pöttinga se vždy mluvilo česky nebo hanácky.
Základním směrem jeho národního snažení byla podpora českého školství v Olomouci. Byl jedním ze zakládajících členů zdejší Matice školské, kterou výrazně finančně podporoval – každoročně jí daroval 100 zlatých a značným obnosem též přispěl ke stavbě budovy první olomoucké české obecné školy na Bělidlech. Jako kněz se zúčastnil svěcení a předávání všech nových českých školních budov, které byly zřízeny během jeho působení v Olomouci – v říjnu 1875 světil budovu české obecné školy na Bělidlech, v září 1884 vysvětil novou budovu Slovanského gymnázia. 15. září 1895 byl přítomen svěcení Ústavu hraběte Pöttinga pro výchovu dívek, který sám založil. Obřad vykonal generální vikář Jan Weinlich. Po tomto svěcení sloužil hrabě Pötting v domácí kapli nově vysvěceného a jím zbudovaného ústavu první mši svatou. Velký dojem zanechal jeho proslov, prostoupený hlubokou mravností a českým vlastenectvím.
Přestože v posledních deseti letech svého života trpěl hrabě těžkou oční chorobou, která přešla v úplnou slepotu, a své dílo nikdy nespatřil, znal jeho každý kout do detailů – mluvíval o jednotlivých místnostech s jistotou stavitele budovy a znal velkou část žákyň podle jména, rodiště a povolání rodičů. Neztratil svůj životní elán a nadále se o chod ústavu živě zajímal.

## Smrt
Počátkem února 1898 onemocněl hrabě zápalem plic a 4. února, pro své okolí nečekaně, zemřel. Jeho pohřeb se konal 9. února v dómu, pochován byl podle svého přání v rodinné hrobce v Budišově. O opravdovém zármutku, který jeho smrt v široké veřejnosti vyvolala, svědčí velká řada smutečních telegramů, dopisů a soustrastných projevů z království, markrabství i vévodství, mnoho věnců a obnos 400 zlatých, věnovaný z nejrůznějších míst ústavu jím založenému.